# Bulbostylis hispidula
Bulbostylis hispidula là một loài thực vật có hoa trong họ Cói. Loài này được (Vahl) R.W.Haines mô tả khoa học đầu tiên năm 1983.